# کاکتوس فرشی گراهام
کاکتوس فرشی گراهام (نام علمی: Grusonia grahamii) نام یک گونه از سرده کاکتوس‌های فرشی است.